# سنجاب زمینی کلمبیا
سنجاب زمینی کلمبیا (نام علمی: Urocitellus columbianus) نام یک گونه از سرده سنجاب‌های زمینی تمام‌شمالی است.